# Chun Byung-kwan
Chun Byung-kwan (kor. 전병관, ur. 4 listopada 1969 w Jinan) – południowokoreański sztangista, dwukrotny medalista olimpijski i trzykrotny medalista mistrzostw świata.

## Kariera
Sukcesy odnosił w wadze muszej (do 52 kg), a następnie koguciej (do 56 kg). Pierwszy medal na arenie międzynarodowej zdobył na 1988 roku, kiedy na igrzyskach olimpijskich w Seulu zdobył srebrny medal. W zawodach tych rozdzielił na podium Sewdalina Marinowa z Bułgarii i Chińczyka He Zhuoqianga. Na rozgrywanych dwa lata później mistrzostwach świata w Budapeszcie zajął trzecie miejsce w wadze koguciej, plasując się za Chińczykami: Liu Shoubinem i He Yingqiangiem. W 1991 roku w tej samej kategorii był najlepszy podczas mistrzostw świata w Donaueschingen, a rok później zwyciężył także na igrzyskach olimpijskich w Barcelonie. Zdobył też srebrny medal na mistrzostwach świata w Guangzhou, przegrywając tylko z Grekiem Leonidasem Sabanisem. W 1996 roku wystartował na igrzyskach olimpijskich w Atlancie, jednak spalił wszystkie próby w podrzucie i nie był klasyfikowany. Zdobył także złote medale igrzysk azjatyckich: w 1990 roku w Pekinie i 1994 roku w Hiroszimie.

## Osiągnięcia

### Mistrzostwa świata[1]
| Mistrzostwa świata  | Miejsce        | Data | Konkurencja | Rezultat             |
| ------------------- | -------------- | ---- | ----------- | -------------------- |
| Budapeszt 1990      | Budapeszt      | 1990 | kat. -56 kg | 3.miejsce – 277,5 kg |
| Donaueschingen 1991 | Donaueschingen | 1991 | kat. -56 kg | 1.miejsce – 295,0 kg |
| Kanton 1995         | Kanton         | 1995 | kat. -59 kg | 2.miejsce – 300,0 kg |